# عشق، عروسی، ازدواج
عشق، عروسی، ازدواج (به انگلیسی: Love, Wedding, Marriage) فیلمی آمریکایی در سبک کمدی رمانتیک محصول سال ۲۰۱۱ و به کارگردانی درموت مالرونی است. در این فیلم بازیگرانی همچون مندی مور، کلان لاتز، جیمز برولین، جین سیمور، جسیکا کارن، مایکل وستون، ریچارد رید، کریستوفر لوید، مارتا ژمودا تژبیاتوفسکا، الکسیس دنیسوف، کالین کمپ، اندرو کیگان و جولیا رابرتس ایفای نقش کرده‌اند.